# 布鲁诺·朱利
路易斯·理查德·布鲁诺·朱利（Louis Richard Bruno Julie，1978年7月11日—），毛里求斯拳击运动员，在2008年夏季奥林匹克运动会男子拳击最轻量级（54公斤级）的比赛中杀入四强，成为毛里求斯历史上第一位奥运会奖牌获得者。